# Feliks Przypkowski
Feliks Antoni Przypkowski (ur. 22 maja 1872 w Jędrzejowie, zm. 24 września 1951 tamże) – polski lekarz, astronom amator, kolekcjoner; twórca jednej z największych na świecie kolekcji zegarów słonecznych, zlokalizowanej w Jędrzejowie. 

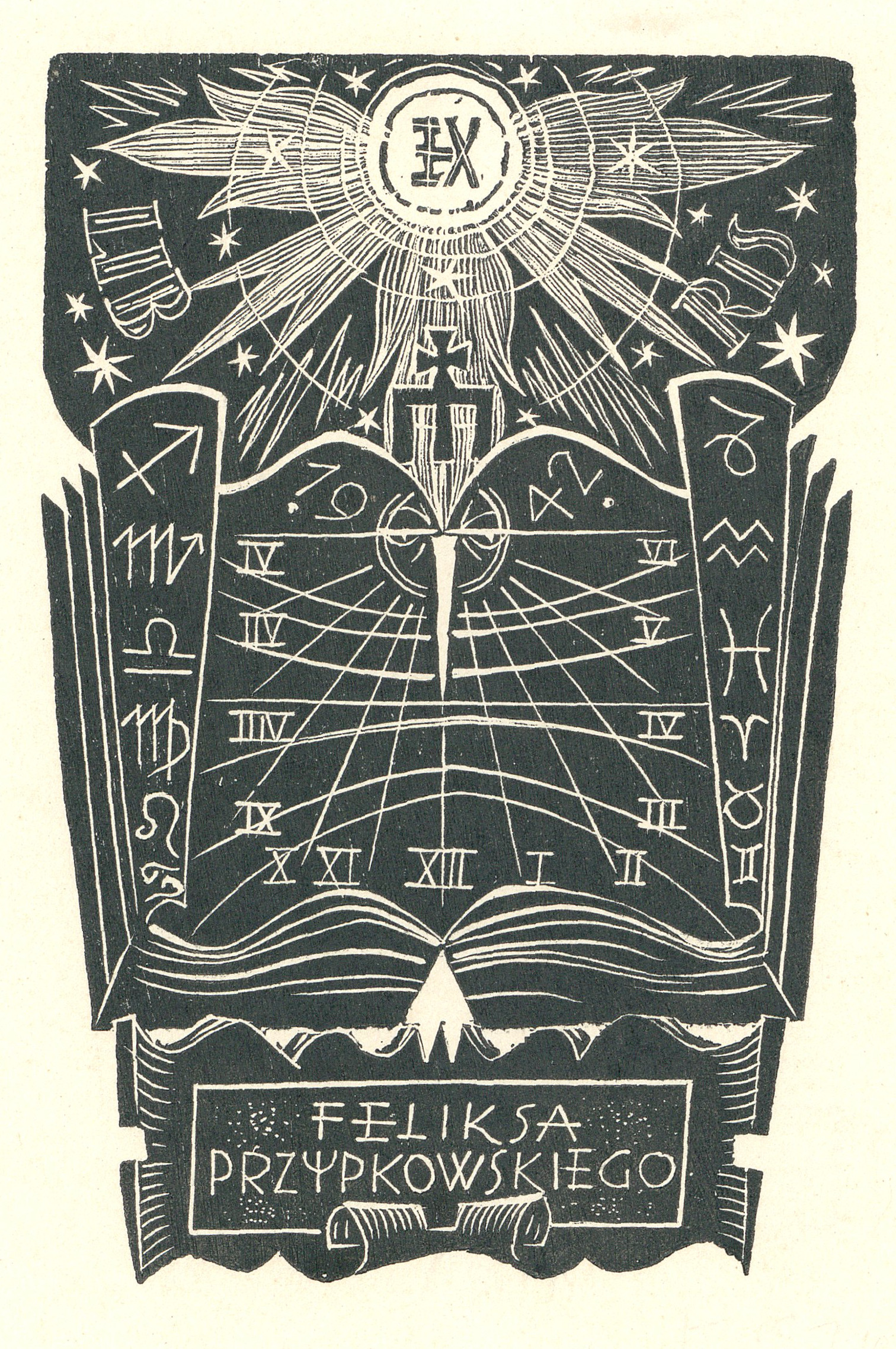
Exlibris Feliksa Przypkowskiego

## Życiorys
Był jednym z dziewięciorga dzieci Piotra Andrzeja, producenta mydła i świec, i Maksymilii z Gołębiowskich. Urodził się w 1872 roku w rodzinnej kamienicy Przypkowskich w Jędrzejowie, nabytej w 1868 roku. Imię otrzymał po stryju, rozstrzelanym za udział w powstaniu styczniowym. W 1894 ukończył gimnazjum w Kielcach. Zgodnie ze swoimi zamiłowaniami rozpoczął studia astronomii na Uniwersytecie Warszawskim, lecz z powodu pogorszenia sytuacji finansowej rodziny, zmienił kierunek studiów na bardziej praktyczną medycynę. W 1899 uzyskał dyplom doktora medycyny na Cesarskim Uniwersytecie Warszawskim, następnie odbył specjalizację w Pradze. W tym samym roku rozpoczął praktykę lekarską w prowincjonalnych Działoszycach. W latach 1900–14 pracował jako lekarz szkolny w Jędrzejowie w rosyjskim seminarium męskim, następnie do 1936 w Państwowym Seminarium Nauczycielskim Męskim. W 1903 zawarł związek małżeński z Zofią z Horstów.
Przypkowski już w latach gimnazjalnych interesował się zegarami słonecznymi. W Muzeum im. Przypkowskich w Jędrzejowie znajdują się dwa zegarki słoneczne, które wykonał samodzielnie w 1895. Dzięki kontaktom z austriackimi i niemieckimi antykwariuszami, zgromadził pokaźną literaturę fachową z zakresu astronomii i gnomoniki, na podstawie której konstruował własne zegary słoneczne. Swoją kolekcję sukcesywnie powiększał przy różnych okazjach; jako «honorarium» za porady lekarskie, otrzymywał czasami różne okazy zegarów z dworków okolic Jędrzejowa. Od 1902 roku kupował systematycznie zegary słoneczne także w antykwariatach zagranicznych. Ponadto interesował się Przypkowski numizmatyką, archeologią, przyrodoznawstwem i meteorologią. W 1906 w swoim domu, przy rynku w Jędrzejowie, zbudował taras do obserwacji astronomicznych i wyposażył go w teleskop własnej konstrukcji. W 1909 został pierwszym prezesem założonego w Jędrzejowie oddziału Polskiego Towarzystwa Krajoznawczego, a w 1913 został członkiem Société Astronomique de France (Towarzystwa Astronomicznego Francji).
Był kilkakrotnie wybierany do Rady Wojewódzkiej BBWR. W 1932 został honorowym członkiem kieleckiego Zarządu Wojewódzkiego Federacji Polskich Związków Obrońców Ojczyzny, od 1931 w zarządzie Izby Lekarskiej w Krakowie, a w 1937 został prezesem jędrzejowskiego oddziału PCK.
Po 1945 Przypkowski udostępnił publiczności swoje zbiory, które dzięki pomocy syna Tadeusza, powiększyły się o cenne eksponaty. W 1951 swoje obserwatorium astronomiczne ofiarował Polskiemu Towarzystwu Miłośników Astronomii.
Zmarł 24 września 1951 i został pochowany na cmentarzu parafialnym św. Trójcy w Jędrzejowie.
W 1974 został wybity medal upamiętniający Feliksa Przypkowskiego, zaprojektowany przez Edwarda Gorola.